# Padre Joãozinho
João Carlos Almeida SCJ (Brusque, 10 de maio de 1964), conhecido como Padre Joãozinho, é um padre católico dehoniano, músico, escritor e apresentador de TV brasileiro. Conhecido do grande público, especialmente da Renovação Carismática Católica (RCC), é um dos compositores católicos mais respeitados ao lado de outros padres como Zezinho e Jonas Abib.
Como produtor musical, já descobriu inúmeros talentos católicos, como a banda Vida Reluz, Walmir Alencar, Elaine Cristina, grupo Kyrie, Maria do Rosário, entre outros.
Entre suas canções mais conhecidas, destacam-se Conheço um coração, Vento do Espírito, Tenda do Senhor, Tu que renovas, Confia no Senhor, Irmão Sol, Irmã Luz, Cristo é minha vida (em parceria com o saudoso padre, já falecido, Léo), entre outras.

## Dados pessoais
Filho do contabilista Samuel Sidnei Almeida (in memoriam) e da professora Maria da Glória Almeida, tem 2 irmãs: Sandra Simone e Ana Carolina. Iniciou os estudos em 2 escolas públicas de Brusque: Dom João Becker e Feliciano Pires.

## Biografia cronológica
Ainda pequeno, Joãozinho decidiu-se pela vocação sacerdotal: em 1976, aos 11 anos, entrou para o seminário da Congregação dos Padres do Sagrado Coração de Jesus (Dehonianos), localizado na cidade de Rio Negrinho.
Em 1977, transferiu-se para o Seminário Dehoniano de Corupá.
Em 1980, começou a cursar o Ensino Médio (o 2º Grau Científico, na época), no seminário - SC. No ano seguinte continuou seus estudos no seminário de Corupá - SC. Em 1980 iniciou o então 2º grau no Seminário Dehoniano de Curitiba.
Em 1983, transferiu-se para Jaraguá do Sul (SC), onde fez os votos de noviciado.
Em 1984, ingressou na FEBE - Fundação Educacional de Brusque, onde iniciou sua formação filosófica.
Em 1986, concluiu sua 1ª Graduação Superior: em Estudos Sociais (Licenciatura Plena).
Em 1987, já formado, foi lecionar no seminário de Terra Boa. Também cursou pós-graduação lato sensu em psicopedagogia na FAFIMC, em Viamão (RS).
Em 1989, ingressou no Instituto Teológico SCJ de Taubaté - hoje, chama-se Faculdade Dehoniana -, na época, uma extensão da PUC-RJ, onde iniciou seus estudos teológicos.
Em 1992, concluiu sua 2ª Graduação Superior: Teologia (Bacharelado), pela PUC/RJ.
Em 19 de dezembro de 1992, foi ordenado padre. A cerimônia de ordenação foi presidida por Dom Eusébio Oscar Scheid (hoje, cardeal do Rio de Janeiro), na paróquia São Luiz Gonzaga, em Brusque. A partir de então, passou a assinar Padre Joãozinho, SCJ.
A partir de então, iniciou sua trajetória como padre. Sua 1ª paróquia foi o Santuário São Judas Tadeu, na cidade de São Paulo, onde atuou junto aos jovens, pastoral do dízimo, leigos dehonianos e RCC - Renovação Carismática Católica.
Desse contato com a Renovação Carismática, sua "veia artística" aflorou, e desde então, tornou-se um nome conhecido dentro da Mídia Católica, seja pela música (como cantor, compositor e produtor musical), quer pelos inúmeros livros publicados.
No fim de 1995, obedecendo às ordens superiores da Congregação do Sagrado Coração de Jesus (Dehonianos), transferiu-se para Belo Horizonte, a fim de cursar Mestrado em Teologia no Instituto Santo Inácio. Dissertou sobre o "conceito de Salvação" presente no compêndio do teólogo peruano Gustavo Gutiérrez Merino, tendo sido orientado por Pe. João Batista Libânio. A sua dissertação foi publicada pela Edições Loyola, sob o título "Livres para amar".
Nesse tempo, aproximou-se novamente dos jovens carismáticos, tendo sido responsável pela explosão do PUR - Projeto Universidades Renovadas, do qual foi Diretor Espiritual durante três anos.
Em 1998, já Mestre em Teologia, retornou para Taubaté (SP), para atuar como professor no Instituto Teológico SCJ, formador no Convento Dehoniano e como vigário paroquial em comunidades rurais.
Nessa época, aproximou-se da Comunidade Canção Nova, tornando-se "figurinha conhecida" do grande público, pregando e cantando em shows e retiros em Cachoeira Paulista (SP). Assumiu a apresentação do programa "Direção Espiritual", pela TV Canção Nova.
Em novembro de 1999, foi nomeado Diretor do Instituto Teológico SCJ. Assumiu a responsabilidade de obter o Reconhecimento pelo MEC - Ministério da Educação, dos cursos de Teologia e Filosofia, do Instituto Teológico SCJ. Em 2001, as duas faculdades foram reconhecidas pelo MEC e nasceu a Faculdade Dehoniana, da qual foi o 1º Diretor Geral.
Em função da incompatibilidade de agenda, acabou deixando a apresentação do programa "Direção Espiritual", tendo assumido em seu lugar, um "padre novo" da mesma congregação: Fábio de Melo.
Durante este período, iniciou três doutorados:
- em Teologia Sistemática, na Pontifícia Faculdade Nossa Senhora da Assunção, onde defendeu a tese sobre a "Teologia da Solidariedade em Gustavo Gutiérrez", sob a orientação do teólogo Dom Benedito Beni dos Santos, hoje bispo de Lorena-SP;
- em Educação na USP, sob a orientação do filósofo e pedagogo Jean Lauand, onde defendeu tese sobre a "Educação Integral";
- em Espiritualidade, na Pontifícia Universidade Gregoriana, sob a orientação do jesuíta P. Felix Pastor, onde defendeu tese sobre "Padre Léon Dehon", fundador da Congregação Religiosa da qual faz parte.
Para poder cursar o Doutorado em Roma, licenciou-se do cargo de Diretor Geral da FacDehon. Mudou-se para a Itália e permaneceu lá durante um ano (2005/2006).
Em 2008, lancou o livro "As 7 Virtudes do Líder Amoroso", no qual traça um paralelo interessante com o best-seller "O monge e o executivo".
Em 2009, lança o CD "Sou Feliz por ser Católico", de forma independente. Todo este CD foi concebido em "apenas 1 mês". As 10 faixas foram compostas, arranjadas e gravadas durante uma estada do Padre Joãozinho pelo nordeste, em dezembro de 2008. E as músicas foram disponibilizadas gratuitamente, na internet.
Em 2010, lançou 4 novos livros:
- IMAGEM E SEMELHANÇA DE DEUS NA MÍDIA - Edições Loyola
- LADAINHA DE NOSSA SENHORA - Editora Ave Maria
- CONHEÇO UM CORAÇÃO - Edições Loyola
- COMO LIDERAR PESSOAS DIFÍCEIS - Editora Canção nova

## Discografia

### Como Intérprete
- 1994 - Conheço um Coração (Paulinas Comep);
- 1997 - Os Mistérios do Terço (Paulinas Comep)
(c/ participação de Vida Reluz);
- 1998 - Profeta do Amor (Paulinas Comep);
- 2000 - Horizontes (Paulinas Comep);
- 2001 - Terço Sertanejo (Paulinas Comep);
- 2004 - Canções de Cura e Libertação (Paulinas Comep);
- 2006 - Ecci Vennio - Sacerdote para Sempre (Paulinas Comep);
- 2009 - Sou feliz por ser Católico (Independente)

### Com participações especiais
- CD "Agnus Dei 1993/1994": na música Confia no Senhor;
- CD "Agnus Dei 1995 - Orai sem cessar": na música Salmo 50;
- CD "Agnus Dei 1996 - Forte e Poderoso": na música Alegrai-vos;
- CD "Adoremos - Volume 1" - nas músicas Vem louvar, A aliança do Espírito Santo, Venho a ti, Senhor Jesus e Cerco de Jericó;
- CD "Adoremos - Volume 2" - nas músicas Cura-me, Senhor e Cristo vive em mim;
- CD "Louvemos ao Senhor - Vol 3, 4 e 5": nas músicas Tu és meu caminho e Olhar somente a Ti;
- CD "Louvemos ao Senhor - Vol 6, 7 e 8": em diversas músicas;
- CD "Louvemos ao Senhor - Vol 9": diversas músicas;
- CD "As mais belas canções da Igreja Católica - volume 2": em diversas músicas;
- CD "Canta Coração": em diversas músicas